# اندی گریفیت
اندی سمیوئل گریفیت (به انگلیسی: Andy Samuel Griffith) ‏ (زاده ۱۹۲۶ - درگذشته ۲۰۱۲) بازیگر، تهیه‌کننده، خواننده برنده جایزه گرمی و نویسنده آمریکایی بود.
او برای دو نقش نامزد جایزه تونی شد و برای بازی در فیلم چهره‌ای در شلوغی از الیا کازان اهمیت یافت، پیش از آن که به خاطر بازی در نقشهای تلویزیونی و ایفای نقش اصلی در مجموعه اندی گریفیت شو بین ۱۹۶۰ تا ۱۹۶۸ بیشتر شناخته شود.

## فیلم شناسی
- چهره‌ای در شلوغی (۱۹۵۷)
- اندی گریفیت شو (۱۹۶۸-۱۹۶۰)
- گومر پایل، یو.اس.ام.سی. (۱۹۶۸-۱۹۶۶)
- می‌بری آر. اف. دی (۱۹۶۹-۱۹۶۸)
- هاوایی فایو-او (۱۹۷۲)
- زن بیونیک (۱۹۷۶)
- شش شخصیت در جستجوی یک نویسنده (۱۹۷۶)
- زمستان سرزمین عجایب (۱۹۷۶)
- ریشه‌ها: نسل‌های بعدی (۱۹۷۹)
- ضد جاسوسی (۱۹۹۶)
- بابا و آنها (۲۰۰۱)
- پیشخدمت (۲۰۰۷)

## نگارخانه

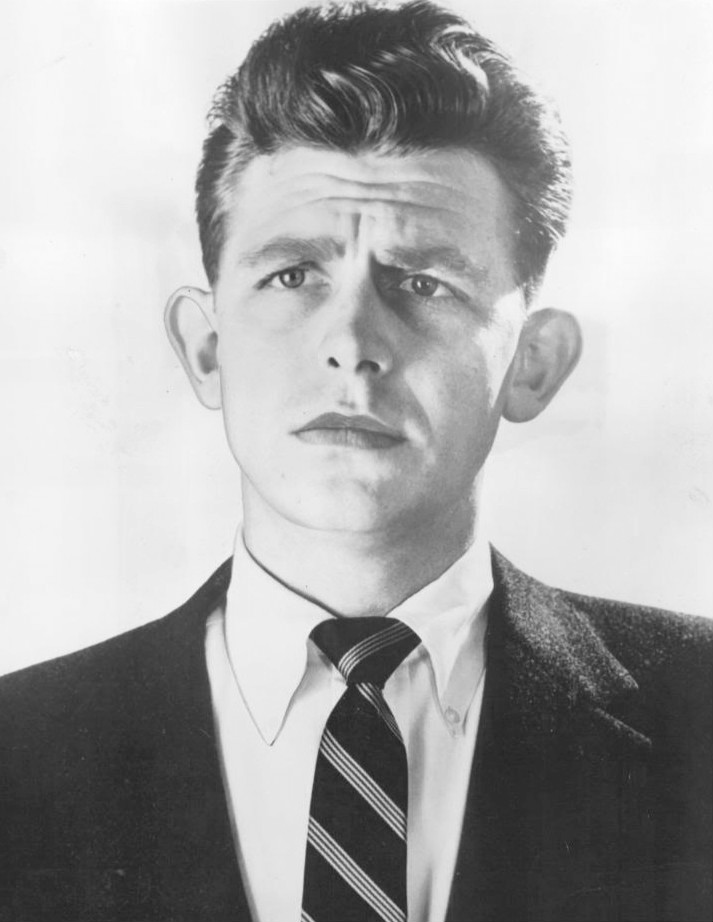
اندی گریفیت ۱۹۵۵
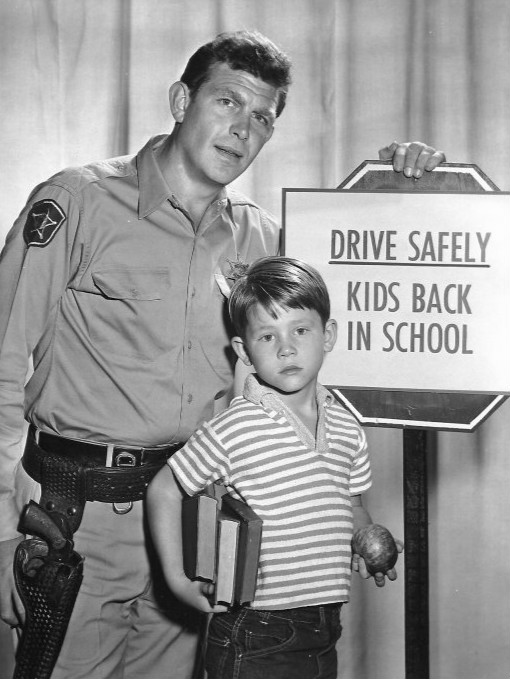
گریفیت و هوارد در یک عکس تبلیغاتی در سال ۱۹۶۱ برای اندی گریفیت شو